# Meadows Museum
Il Meadows Museum, noto anche come "Prado sulla Prateria", è un museo di Dallas, nel Texas. Una divisione dell'Università Metodista del Sud, la Meadows School of the Arts, ospita una delle più ampie e complete collezioni di arte spagnola al di fuori della Spagna, con opere datate tra il X e il XX secolo. Essa comprende capolavori dei più grandi pittori: El Greco, Velázquez, Ribera, Murillo, Goya, Miró, Sorolla e Picasso.
La Collezione Meadows comprende parti di altari rinascimentali, dipinti barocchi, schizzi rococò a olio, sculture policrome in legno, paesaggi di impressionisti, astrazioni di modernisti, una completa collezione di opere grafiche di Goya, e un gruppo scelto di sculture dei maggiori maestri del XX secolo: Rodin, Maillol, Giacometti, Moore, Smith e Oldenburg.  La Collezione artistica dell'Università, amministrata anche dal museo, comprende opere di artisti di fama della regione: Frank Reaugh, Jerry Bywaters, Otis Dozier, Alexandre Hogue e William Lester.

## Storia
Nel 1965 il Meadows Museum aprì le sue porte al pubblico per la prima volta. La collezione del museo di arte spagnola e le gallerie per metterla in mostra sono state un dono all'Università Metodista del Sud da parte di Algur Hurtle Meadows, un uomo d'affari, fondatore della General American Oil Company of Texas. Nel corso degli anni cinquanta, Meadows si recò spesso a Madrid, ove visitò più volte il Museo del Prado, interessandosi vivamente al secolo d'oro dell'arte spagnola. Entro il 1962, Meadows aveva ammassato la sua collezione personale di dipinti spagnoli, che divenne il fondamento della collezione del Museo. Dopo l'apertura sorsero dubbi sulla qualità di alcune di queste opere e l'Università Metodista nominò il primo direttore professionista del museo, il Dr. William B. Jordan, che rimase in carica dal 1967 fino al 1981. Sostenuto da Meadows fino alla sua morte, avvenuta nel 1978, il museo iniziò una nuova fase di raccolta durante la quale si formò il nucleo dell'attuale collezione.
Dal 1978 gli sforzi del museo per sviluppare e curare la collezione sono proseguiti con il sostegno della The Meadows Foundation, un'istituzione filantropica creata da Meadows nel 1948. La fruttuosa collaborazione condusse a una completa campagna di conservazione, al sostegno di ricerche di studiosi della collezione e a un numero di importanti acquisti, in modo particolare nell'area dell'arte medievale, di quella barocca e di quella del XX secolo.
Nel 2013 la mostra intitolata Sorolla & America presentò i dipinti dell'impressionista spagnolo Joaquín Sorolla.
Il Museo Meadows ebbe un ruolo chiave nello sviluppare questa nuova esposizione, esplorando per la prima volta la relazione unica di Sorolla con gli Stati Uniti d'America all'inizio del XX secolo.
Essa ebbe inizio al Museo Meadows (13 dicembre 2013 – 19 aprile 2014), per poi spostarsi al San Diego Museum of Art (San Diego, 30 maggio – 26 agosto 2014) e poi alla Fondazione MAPFRE a Madrid (23 settembre 2014 – 11 gennaio 2015). Il museo è aperto tutti i giorni dalle 10:00 alle 17:00. tranne il lunedì.

## Struttura
Il museo oggi occupa una struttura neo-palladiana con gallerie e spazi espositivi impressionantemente illuminati al naturale, assicurate da una generosa assicurazione donata dalla The Meadows Foundation.

## Alcune opere conservate al Meadow Museum

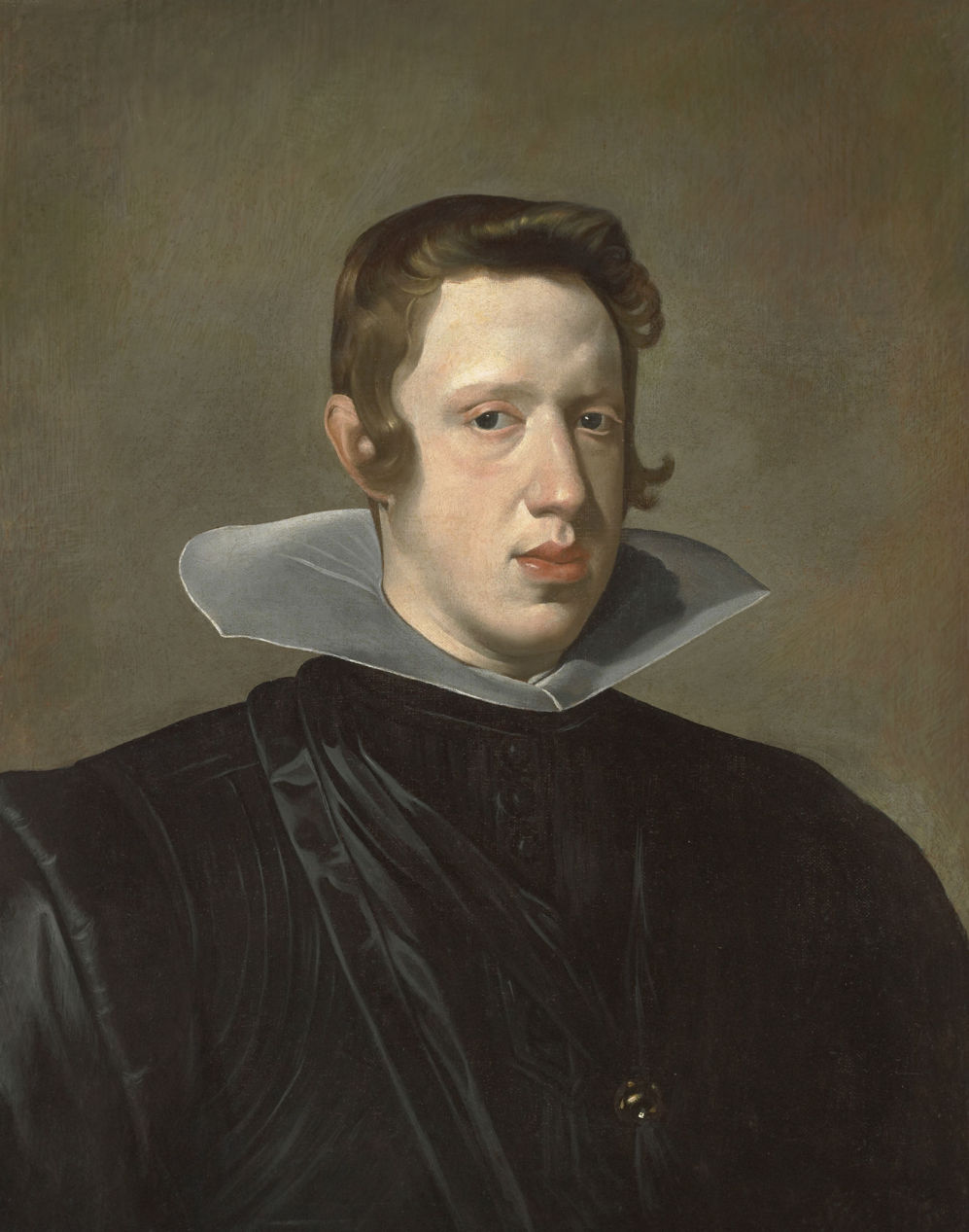
Ritratto di Filippo IV da giovane, opera di Diego Velázquez (1623)
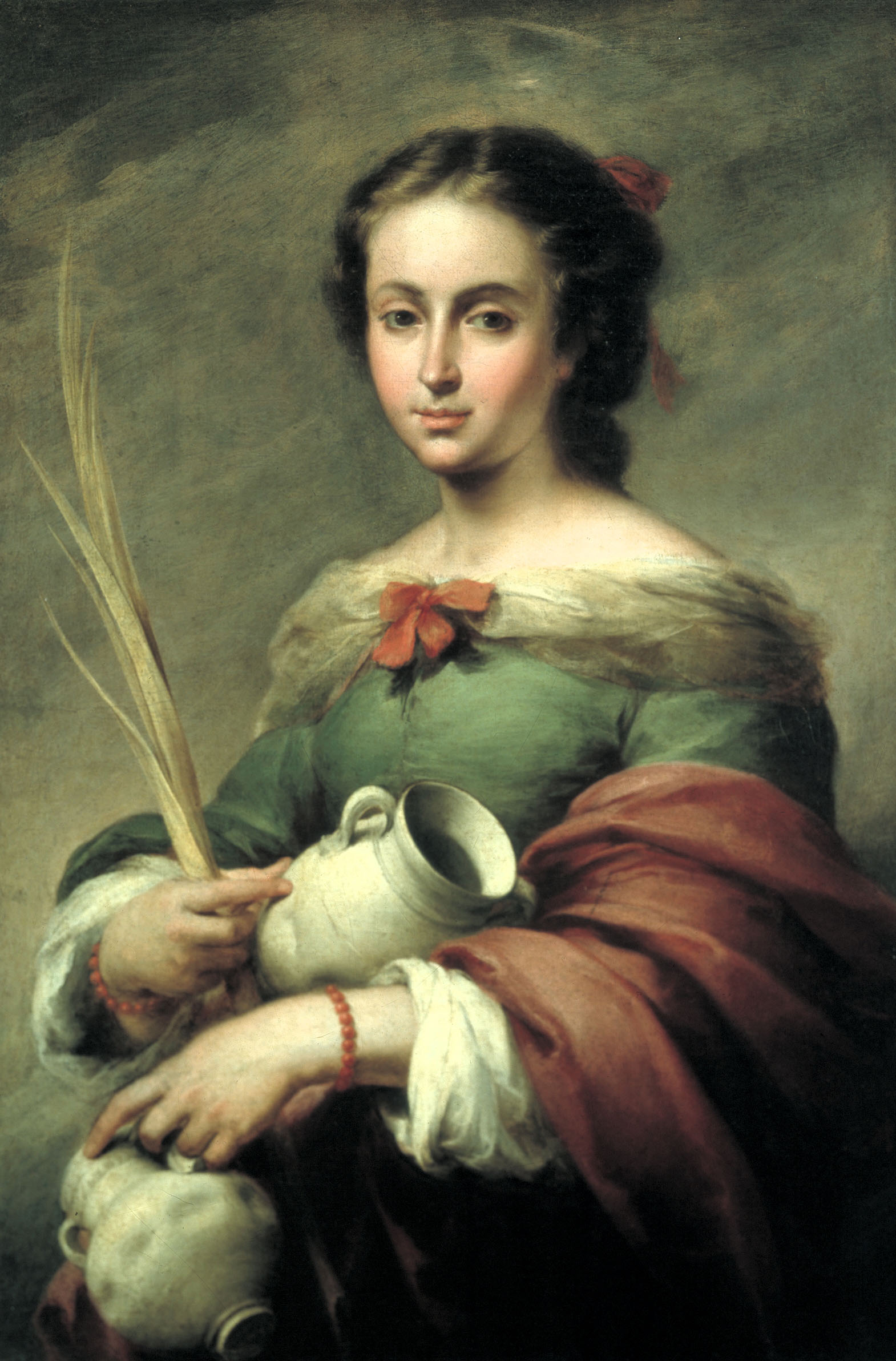
Santa Rufina martire, opera di Bartolomé Esteban Murillo  (1665 circa)
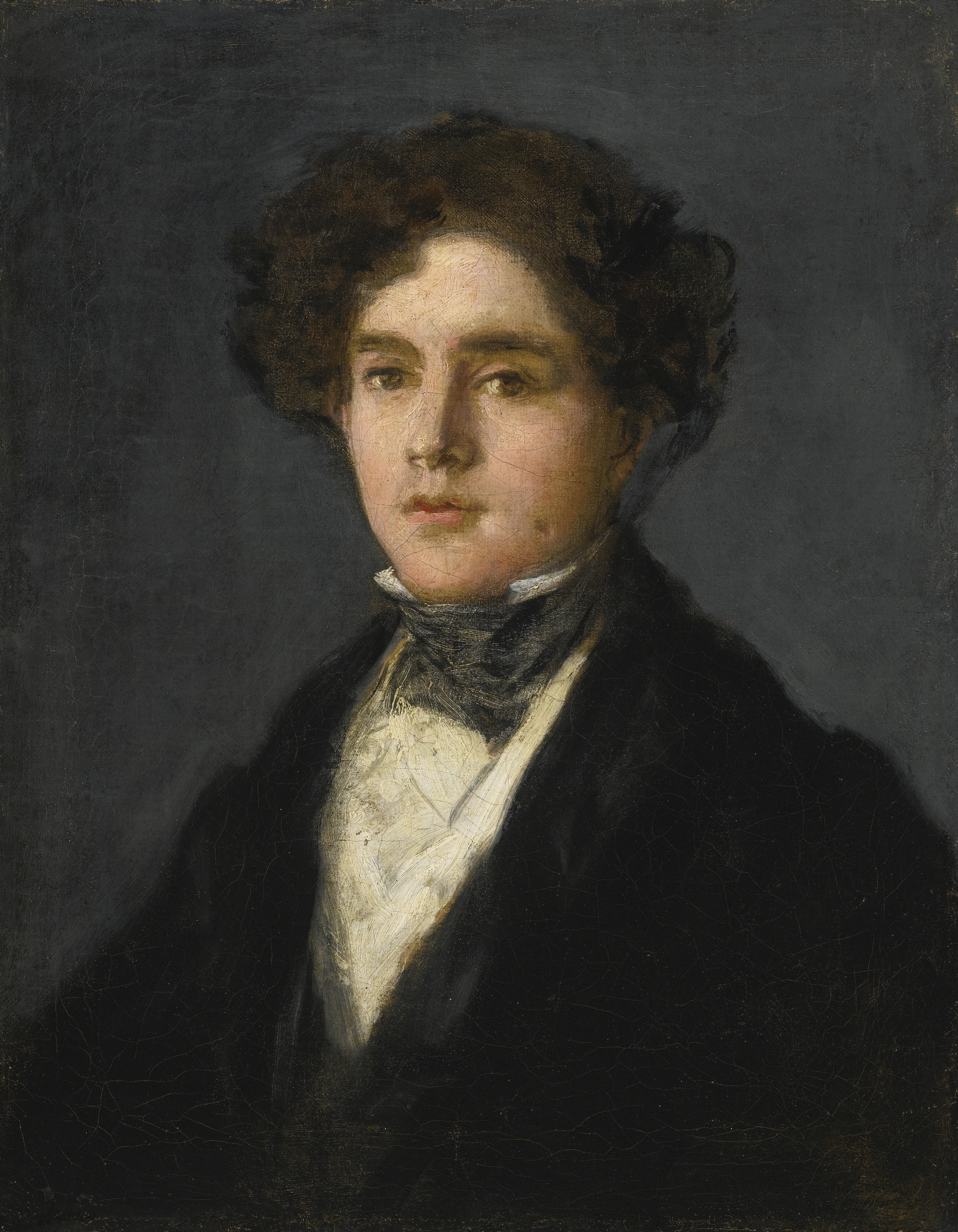
Ritratto di Mariano de Goya, nipote dell'artista, opera di Francisco Goya
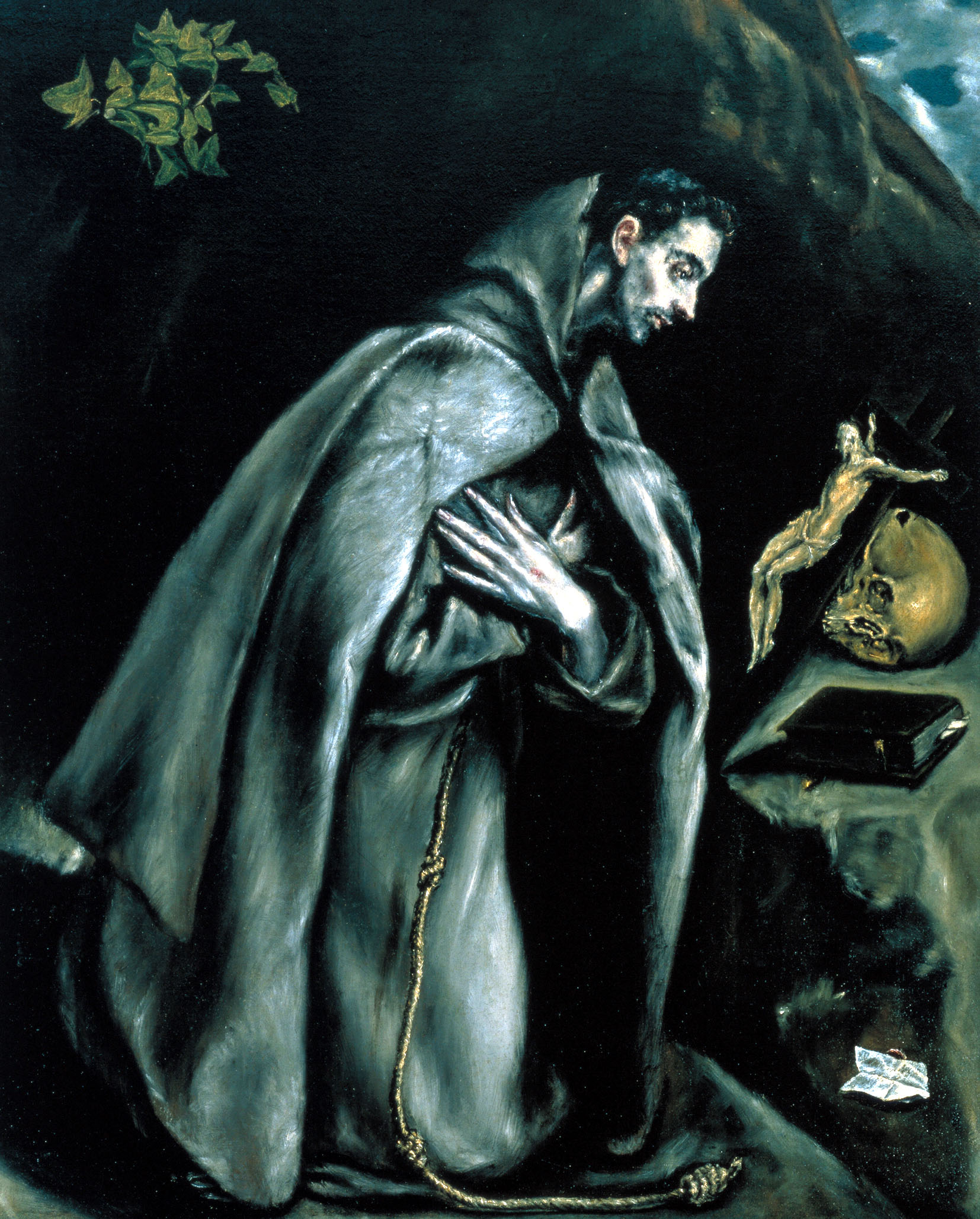
San Francesco di Assisi in preghiera, opera di El Greco (1585/1590)
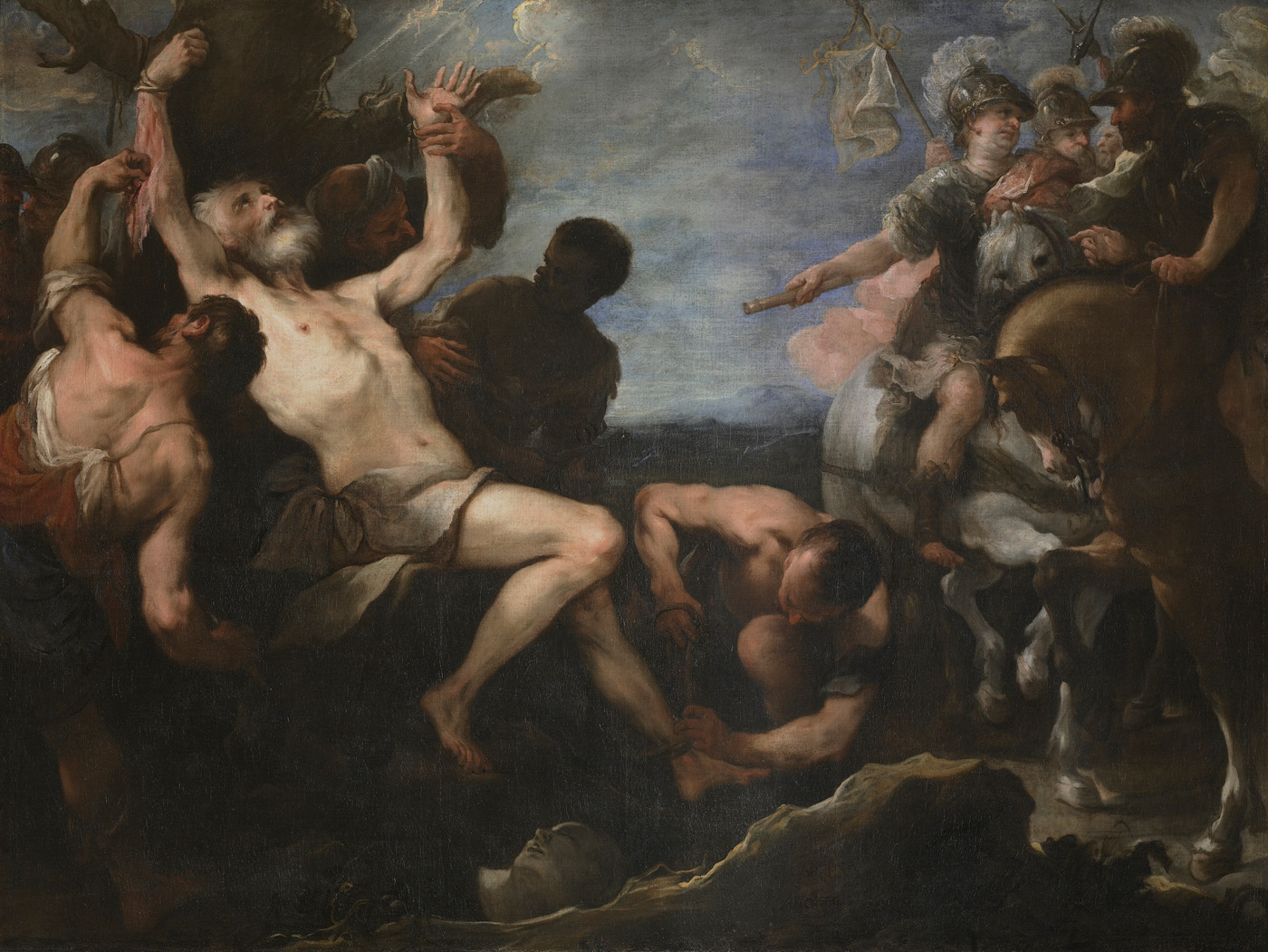
Martirio di San Sebastiano, di Juan Carreño de Miranda (1666)
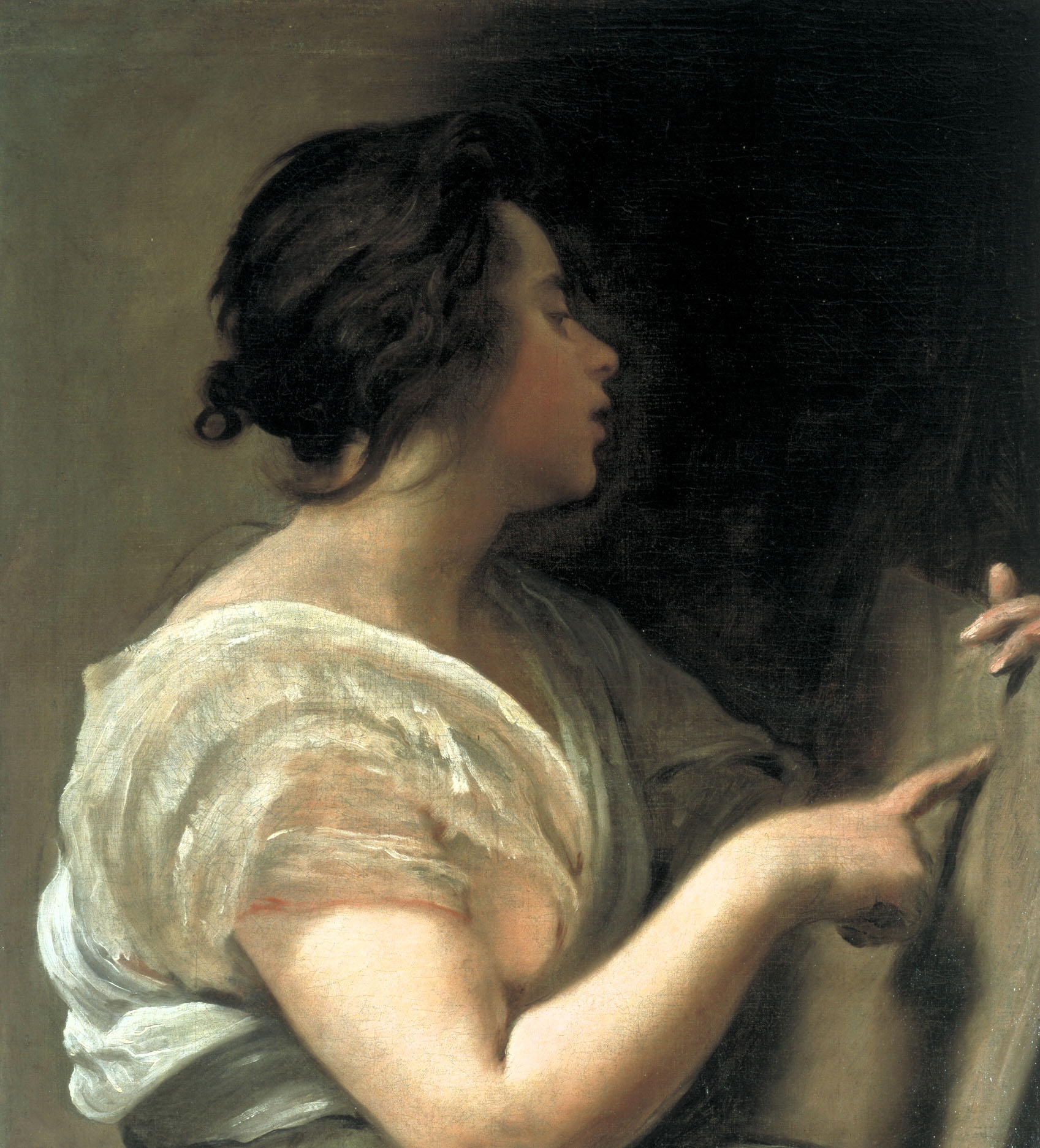
Sibilla con tavola, opera di Diego Velázquez (1648 circa)
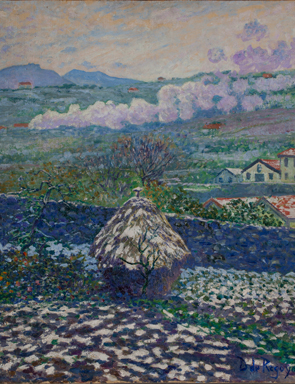
Neve e disgelo, di Darío de Regoyos (1900)